# Feel the Love Go
Feel the Love Go è un singolo del gruppo musicale rock scozzese Franz Ferdinand, pubblicato l'8 gennaio 2018 ed estratto dal loro quinto album in studio Always Ascending.

## Tracce
- Download digitale

1. Feel the Love Go – 4:46

## Video musicale
Il videoclip della canzone è stato diretto da Diane Martel.